# Tim Butcher

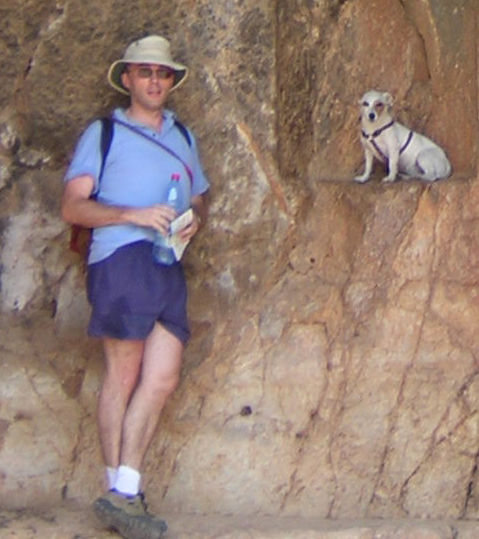
Tim Butcher

Tim Butcher (* 15. November 1967 in Rugby) ist ein englischer Journalist und Buchautor. Er arbeitet für die Tageszeitung The Daily Telegraph als Kriegsreporter und berichtet derzeit als Korrespondent aus dem Nahen Osten.

## Leben
International bekannt wurde Butcher als Autor des Buches Blood River aus dem Jahr 2007. Darin beschreibt er seine Reise entlang des Flusses Kongo, die er auf den Spuren des amerikanischen Entdeckers (und ebenfalls Journalisten für den Daily Telegraph) Henry Morton Stanley unternahm. 2014 veröffentlichte er eine Studie über Gavrilo Princip.
Butcher hat zwei Kinder.

## Werke
- Blood River: Ins dunkle Herz des Kongo. Frederking & Thaler, München 2008, ISBN 978-3-89405-862-3 (englisch: Blood River: A Journey to Africa's Broken Heart. London 2007. Übersetzt von Klaus Pemsel).
- Auf der Fährte des Teufels: Zu Fuß durch Sierra Leone und Liberia. Malik, München 2011, ISBN 978-3-89029-391-2 (englisch: Chasing the Devil: The Search for Africa’s Fighting Spirit. London 2010. Übersetzt von Klaus Pemsel).
- The Trigger: Hunting the Assassin Who Brought the World to War. Chatto & Windus, London 2014, ISBN 978-0-7011-8793-4 (englisch).